# Električni konektor
Električni konektor je elektromehanički uređaj koji se koristi za spajanje električnih provodnika i stvaranje električnog kola. Većina električnih konektora ima pol - tj. muška komponenta, koja se naziva utikač, povezuje se sa ženskom komponentom ili utičnicom. Veza može biti raskidiva (kao za prenosnu opremu), zahtevati alat za sklapanje i uklanjanje, ili služiti kao trajni električni spoj između dve tačke. Adapter se može koristiti za spajanje različitih konektora.
Hiljade konfiguracija konektora je proizvedeno za napajanje, prenos podataka i audiovizuelne primene. Električni konektori se mogu podeliti u četiri osnovne kategorije, diferencirano prema njihovoj funkciji:
- linijski ili kablovski konektori trajno pričvršćeni na kabl, tako da se može priključiti na drugi terminal (bilo nepokretni instrument, ili drugi kabl)[5]
- šasijski ili panelski konektori trajno su pričvršćeni na deo opreme tako da korisnici mogu da povežu kabl sa nepokretnim uređajem
- Konektori za PCB montažu zalemljeni na štampanu ploču, pružajući tačku za pričvršćivanje kablova ili žice.[6]‍:56 (npr. iglene glave, zavrtni terminali, konektori između ploča)
- Spletni ili spojni konektori (prvenstveno izolaciono-potiskujući konektori) koji trajno spajaju dve žice ili kabla

U računarstvu, električni konektori se smatraju fizičkim interfejsom i čine deo fizičkog sloja u OSI modelu umrežavanja.

## Fizička konstrukcija
Pored gore pomenutih klasa, konektore karakterišu njihov prikaz izvoda, način povezivanja, materijali, veličina, otpor kontakta, izolacija, mehanička izdržljivost, zaštita ulaza, vek trajanja (broj ciklusa) i jednostavnost upotrebe.
Obično je poželjno da konektor bude lako vizuelno prepoznatljiv, brz za sastavljanje, jeftin i da zahteva samo jednostavan alat. U nekim slučajevima proizvođač opreme može specifično odabrati konektor, jer nije kompatibilan sa onim iz drugih izvora, što omogućava kontrolu onoga što može biti povezano. Nijedan pojedinačni konektor nema sva idealna svojstva za svaku primenu; širenje tipova rezultat je raznolikih, ali specifičnih zahteva proizvođača.‍:6

### Materijali
Električni konektori se u osnovi sastoje od dve klase materijala: provodnika i izolatora. Osobine važne za provodničke materijale su kontaktni otpor, provodljivost, mehanička čvrstoća, sposobnost oblikovanja i rezilijentnost. Izolatori moraju imati visoku električnu otpornost, izdržati visoke temperature i biti jednostavni za proizvodnju za precizno uklapanje.
Elektrode u konektorima su obično napravljene od legura bakra, zbog njihove dobre provodljivosti i savitljivosti.‍:15 Alternative uključuju mesing, fosfornu bronzu i berilijum bakar. Osnovni elektrodni materijal je često presvučen drugim inertnim metalom, poput zlata, nikla ili kalaja. Upotreba materijala za oblaganje sa dobrom provodljivošću, mehaničkom robusnošću i otpornošću na koroziju pomaže da se smanji uticaj pasivizirajućih oksidnih slojeva i površinskih adsorbata, koji ograničavaju kontaktne mrlje od metala do metala i doprinose otpornosti na kontakt. Na primer, legure bakra imaju povoljna mehanička svojstva za elektrode, ali ih je teško zalemiti i sklone su koroziji. Stoga su bakarne igle obično presvučene zlatom kako bi se ublažili ovi problemi, posebno za analogne signale i aplikacije s visokom pouzdanošću.
Nosači kontakata koji zajedno drže delove konektora obično su izrađeni od plastike, zbog njenih izolacionih svojstava. Kućišta ili noseće školjke mogu biti izrađene od livene plastike ili metala.‍:15

### Režimi kvara
Većina kvarova konektora dovodi do povremenih veza ili otvorenih kontakata:
| Režim greške  | Relativna verovatnoća |
| ------------- | --------------------- |
| Otvoreno kolo | 61%                   |
| Loš kontakt   | 23%                   |
| Kratki spoj   | 16%                   |

Konektori su čisto pasivne komponente – to jest, ne poboljšavaju funkciju kola – tako da konektori treba da utiču na funkciju kola što je manje moguće. Nebezbedna montaža konektora (prvenstveno montiranih na šasiju) može značajno da doprinese riziku od kvara, posebno kada su izloženi ekstremnim udarima ili vibracijama. Drugi uzroci kvara su konektori neadekvatno ocenjeni za primenjenu struju i napon, konektori sa neadekvatnom zaštitom od ulaska i navojne školjke koje su istrošene ili oštećene.
Visoke temperature takođe mogu izazvati kvar na konektorima, što rezultira „lavinom“ kvarova – temperatura okoline se povećava, što dovodi do smanjenja otpora izolacije i povećanja otpora provodnika; ovo povećanje stvara više toplote i ciklus se ponavlja.
Uzrujavanje (tzv. dinamička korozija) je uobičajen način kvara u električnim konektorima koji nisu posebno dizajnirani da ga spreče, posebno u onima koji se često spajaju i dematiraju. Površinska korozija predstavlja rizik za mnoge metalne delove u konektorima i može prouzrokovati da kontakti formiraju tanak površinski sloj koji povećava otpornost, doprinoseći nagomilavanju toplote i isprekidanim vezama. Međutim, ponovno postavljanje ili ponovno resetovanje konektora može ublažiti problem površinske korozije, pošto svaki ciklus struže mikroskopski sloj sa površine kontakta(a), otkrivajući svežu, neoksidovanu površinu.

## Literatura
- Foreman, Chris, "Sound System Design", Handbook for Sound Engineers, Third Edition, Glen M. Ballou, Ed., Elsevier Inc., 2002, pp. 1171–72.
- Andrews, Jean (2007). A+ guide to managing and maintaining your PC (6th изд.). Boston, Mass.: Thomson Course Technology. стр. 395. ISBN 0-619-21758-8. „serial port adapter 25 9.”
- Pitney, Kenneth E. (2014) [1973]. Ney Contact Manual - Electrical Contacts for Low Energy Uses (reprint of 1st изд.). Deringer-Ney, originally JM Ney Co. ASIN B0006CB8BC.
- Slade, Paul G. (12. 2. 2014) [1999]. Electrical Contacts: Principles and Applications. Electrical and Computer Engineering. Electrical engineering and electronics. 105 (2 изд.). CRC Press, Taylor & Francis, Inc. ISBN 978-1-43988130-9.
- Holm, Ragnar; Holm, Else (29. 6. 2013) [1967].  Williamson, J. B. P., ур. Electric Contacts: Theory and Application (reprint of 4th revised изд.). Springer Science & Business Media. ISBN 978-3-540-03875-7. (NB. A rewrite of the earlier "Electric Contacts Handbook".)
- Holm, Ragnar; Holm, Else (1958). Electric Contacts Handbook (3rd completely rewritten изд.). Berlin / Göttingen / Heidelberg, Germany: Springer-Verlag. ISBN 978-3-66223790-8.  (NB. A rewrite and translation of the earlier "Die technische Physik der elektrischen Kontakte" (1941) in German language, which is available as reprint under  978-3-662-42222-9.)
- Huck, Manfred; Walczuk, Eugeniucz; Buresch, Isabell; Weiser, Josef; Borchert, Lothar; Faber, Manfred; Bahrs, Willy; Saeger, Karl E.; Imm, Reinhard; Behrens, Volker; Heber, Jochen; Großmann, Hermann; Streuli, Max; Schuler, Peter; Heinzel, Helmut; Harmsen, Ulf; Györy, Imre; Ganz, Joachim; Horn, Jochen; Kaspar, Franz; Lindmayer, Manfred; Berger, Frank; Baujan, Guenter; Kriechel, Ralph; Wolf, Johann; Schreiner, Günter; Schröther, Gerhard; Maute, Uwe; Linnemann, Hartmut; Thar, Ralph; Möller, Wolfgang; Rieder, Werner; Kaminski, Jan; Popa, Heinz-Erich; Schneider, Karl-Heinz; Bolz, Jakob; Vermij, L.; Mayer, Ursula (2016) [1984].  Vinaricky, Eduard; Schröder, Karl-Heinz; Weiser, Josef; Keil, Albert; Merl, Wilhelm A.; Meyer, Carl-Ludwig, ур. Elektrische Kontakte, Werkstoffe und Anwendungen: Grundlagen, Technologien, Prüfverfahren (на језику: German) (3 изд.). Berlin / Heidelberg / New York / Tokyo: Springer-Verlag. ISBN 978-3-642-45426-4.
- Section 1.6, Engineers' Relay Handbook, 5th ed, Relay and Switch Industry Association, Arlington, VA; 3rd ed, National Association of Relay Manufacturers, Elkhart Ind., 1980; 2nd Ed. Hayden, New York, 1966; large parts of the 5th edition are on line here Архивирано 2017-07-05 на сајту .
- Zhai, C;  . (2016). „Interfacial electro-mechanical behaviour at rough surfaces” (PDF). Extreme Mechanics Letters. 9: 422—429. doi:10.1016/j.eml.2016.03.021.
- Holm, Ragnar (1999). Electric Contacts: Theory and Applications (4th изд.). Springer. ISBN 978-3540038757.
- Zhai, C.; Hanaor, D.; Proust, G.; Gan, Y. (2015). „Stress-Dependent Electrical Contact Resistance at Fractal Rough Surfaces” (PDF). Journal of Engineering Mechanics. 143 (3): B4015001. doi:10.1061/(ASCE)EM.1943-7889.0000967.
- Specifications and Drawings of Patents Relating to Electricity: Issued by the United States... U.S. Government Printing Office. 1882. стр. 755—.
- Robert Friedel, Paul Israel, Edison's Electric Light: Biography of an Invention, Rutgers University Press, 1986,  0-8135-1118-6
- „American National Standard for Guidelines and General Information for Electric Lamp Bases, Lampholders, and Gauges” (PDF). www.nema.org. Архивирано из оригинала (PDF) 16. 10. 2015. г. Приступљено 10. 12. 2018.
- Amperite Relay Catalog (PDF). Amperite. Архивирано из оригинала (PDF) 10. 05. 2017. г. Приступљено 13. 09. 2020.

## Spoljašnje veze
- „Mech Eng Term” (PDF). Panasonic.biz.
- „Electrical Contact Materials”. PEP Brainin. 13. 12. 2013. Архивирано из оригинала 05. 03. 2017. г. Приступљено 4. 3. 2017.